# 王凱右

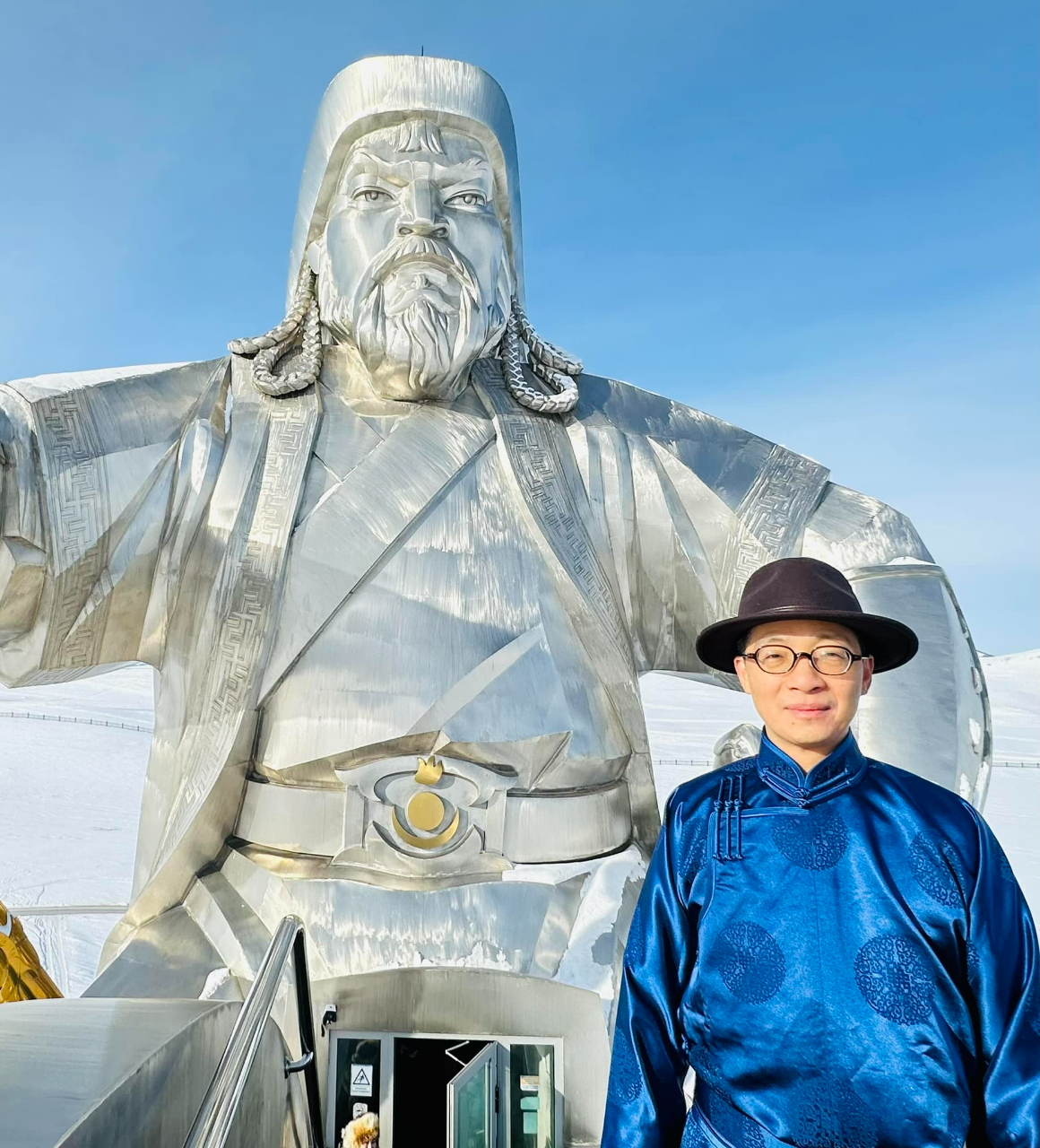
2024年2月，駐蒙古國代表王凱右攝於成吉思汗騎馬雕像前。

王凱右，中華民國外交官。畢業於國立政治大學俄國語文學系，1999年成為公務員，曾任外交部領事事務局主任秘書、臺北莫斯科經濟文化協調委員會駐莫斯科代表處參事銜副代表等職務，現任駐烏蘭巴托臺北貿易經濟代表處公使銜代表。

## 職業生涯
王凱右精通俄语，曾在國立政治大學斯拉夫語文學系擔任兼任讲师，研究專長為俄語口譯。
2024年2月，蒙古國發生50年來最大雪災，超過680萬頭牲畜死亡，影響數以千計蒙古牧民生活。4月3日，駐蒙古國代表王凱右代表政府捐贈5萬美元予蒙古國明愛會救濟雪災，由新任會長Sandra Garay代表受贈。4月19日，再捐贈5萬美元予蒙古國紅十字會，由秘書長Bolormaa Nordov代表受贈。